# Aylman
Aylman är en kulle i Antarktis. Den ligger i Västantarktis. Argentina, Chile och Storbritannien gör anspråk på området. Toppen på Aylman är 9 meter över havet.
Terrängen runt Aylman är huvudsakligen kuperad, men söderut är den platt. Havet är nära Aylman västerut. Trakten är glest befolkad. Närmaste befolkade plats är San Martín Station, 1,6 kilometer söder om Aylman. 